# Still Breathing (Samanta Tīna-dal)
A Still Breathing (magyarul: Még lélegzem) Samanta Tīna lett énekesnő dala, mellyel Lettországot képviselte volna a 2020-as Eurovíziós Dalfesztiválon Rotterdamban. A dal 2020. február 8-án a lett nemzeti döntő, a Supernova alatt megszerzett győzelemmel érdemelte ki a dalversenyen való indulás jogát.

## Eurovíziós Dalfesztivál
2020. december 9-én vált hivatalossá, hogy az énekesnő alábbi dala bekerült a Supernova című nemzeti döntő mezőnyébe. A dal először egy előválogatón vett részt, ahol a 26 előadó közül 8-an jutottak tovább. A dal a 2020. február 8-án rendezett döntőben nyerte el az Eurovíziós indulás jogát, ahol a zsűri és a nézői szavazatok együttese alakította ki a végeredményt.
Az Eurovíziós Dalfesztiválon a dalt az előzetes sorsolás alapján először a május 14-i második elődöntő második felében adták volna elő, azonban március 18-án az Európai Műsorsugárzók Uniója bejelentette, hogy 2020-ban nem tudják megrendezni a versenyt a COVID–19-koronavírus-világjárvány miatt. A lett műsorsugárzó jóvoltából az énekesnő lehetőséget kapott az ország képviseletére a következő évben egy új versenydallal.

## Külső hivatkozások
- Dalszöveg (angol nyelven). Genius Lyrics
- A dal videóklippje. YouTube-videó, Samanta Tina, 2019. november 29.
- A dal előadása a lett nemzeti döntőben. YouTube-videó, LTV Supernova, 2020. február 8.